# Aplotarsus imperceptus
Aplotarsus imperceptus is een keversoort uit de familie kniptorren (Elateridae). De wetenschappelijke naam van de soort werd voor het eerst geldig gepubliceerd in 1987 door Elena Gurjeva.